# Beat Seitz
Beat Seitz (ur. 28 października 1973) – szwajcarski bobsleista. Srebrny medalista olimpijski z Nagano.
Zawody w 1998 były jego jedynymi igrzyskami olimpijskimi. Po medal sięgnął w czwórkach. Załogę boba stanowili również Marcel Rohner, Markus Nüssli i Markus Wasser.